# Contre-la-montre masculin des juniors aux championnats du monde de cyclisme sur route 2013
Navigation
Fauquemont 2012 Ponferrada 2014
Le contre-la-montre masculin des juniors aux championnats du monde de cyclisme sur route 2013 a eu lieu le 24 septembre 2013 dans la région de la Toscane, en Italie.

## Classement
|                           | Coureur                 | Pays              |    | Temps          |
| ------------------------- | ----------------------- | ----------------- | -- | -------------- |
| Médaille d'or, monde      | Igor Decraene           | Belgique          | en | 26 min 56 s 83 |
| Médaille d'argent, monde  | Mathias Krigbaum        | Danemark          | +  | 8 s 66         |
| Médaille de bronze, monde | Zeke Mostov             | États-Unis        |    | 20 s 97        |
| 4                         | Joshua Stritzinger      | Allemagne         |    | 23 s 64        |
| 5                         | Matthew Gibson          | Royaume-Uni       |    | 30 s 16        |
| 6                         | Ole Forfang             | Norvège           |    | 44 s 21        |
| 7                         | Corentin Ermenault      | France            |    | 44 s 40        |
| 8                         | Dmitriy Rive            | Kazakhstan        |    | 46 s 24        |
| 9                         | Nikolay Cherkasov       | Russie            |    | 49 s 87        |
| 10                        | Michael Dessau          | États-Unis        |    | 53 s 16        |
| 11                        | Emil Wang               | Danemark          |    | 53 s 77        |
| 12                        | Stepan Kurianov         | Russie            |    | 59 s 61        |
| 13                        | Tom Kaesler             | Australie         |    | 1 min 0 s 39   |
| 14                        | Daniel Fitter           | Australie         |    | 1 min 1 s 57   |
| 15                        | Michał Paluta           | Pologne           |    | 1 min 6 s 82   |
| 16                        | Piotr Konwa             | Pologne           |    | 1 min 9 s 69   |
| 17                        | Nathan Van Hooydonck    | Belgique          |    | 1 min 9 s 76   |
| 18                        | Edoardo Affini          | Italie            |    | 1 min 12 s 48  |
| 19                        | Jack Burke              | Canada            |    | 1 min 13 s 31  |
| 20                        | Tom Wirtgen             | Luxembourg        |    | 1 min 16 s 13  |
| 21                        | Timur Maleev            | Ukraine           |    | 1 min 16 s 63  |
| 22                        | Jon Božič               | Slovénie          |    | 1 min 16 s 70  |
| 23                        | David Per               | Slovénie          |    | 1 min 20 s 76  |
| 24                        | Pontus Kastemyr         | Suède             |    | 1 min 21 s 86  |
| 25                        | Oliver Mattheis         | Allemagne         |    | 1 min 24 s 32  |
| 26                        | Mark Padun              | Ukraine           |    | 1 min 27 s 19  |
| 27                        | Ryan Felgate            | Afrique du Sud    |    | 1 min 27 s 41  |
| 28                        | Eduardo Estrada         | Colombie          |    | 1 min 33 s 89  |
| 29                        | Atsushi Oka             | Japon             |    | 1 min 34 s 27  |
| 30                        | Hampus Anderberg        | Suède             |    | 1 min 34 s 65  |
| 31                        | Daniel Martínez         | Colombie          |    | 1 min 36 s 39  |
| 32                        | Filippo Ganna           | Italie            |    | 1 min 37 s 70  |
| 33                        | Artem Nych              | Russie            |    | 1 min 37 s 91  |
| 34                        | Ivan Venter             | Afrique du Sud    |    | 1 min 38 s 29  |
| 35                        | Juan Camacho            | Espagne           |    | 1 min 40 s 26  |
| 36                        | Sam Oomen               | Pays-Bas          |    | 1 min 41 s 80  |
| 37                        | Adam Jamieson           | Canada            |    | 1 min 43 s 91  |
| 38                        | Peteris Janevics        | Algérie           |    | 1 min 45 s 47  |
| 39                        | Andrej Petrovski        | Macédoine du Nord |    | 1 min 50 s 87  |
| 40                        | Dominic von Burg        | Suisse            |    | 1 min 56 s 37  |
| 41                        | Andrei Covalciuc        | Moldavie          |    | 1 min 59 s 95  |
| 42                        | Amanuel Mengis          | Érythrée          |    | 2 min 13 s 26  |
| 43                        | Facundo Crisafulli      | Argentine         |    | 2 min 14 s 29  |
| 44                        | Patrick Müller          | Suisse            |    | 2 min 15 s 13  |
| 45                        | Anton Ivashkin          | Biélorussie       |    | 2 min 15 s 21  |
| 46                        | Luc Turchi              | Luxembourg        |    | 2 min 16 s 35  |
| 47                        | Gaspar Gonçalves        | Portugal          |    | 2 min 16 s 68  |
| 48                        | Mark Downey             | Irlande           |    | 2 min 16 s 80  |
| 49                        | Christofer Jurado       | Panama            |    | 2 min 18 s 49  |
| 50                        | Mathieu van der Poel    | Pays-Bas          |    | 2 min 19 s 33  |
| 51                        | Rémi Cavagna            | France            |    | 2 min 20 s 39  |
| 52                        | Michal Schlegel         | Tchéquie          |    | 2 min 21 s 20  |
| 53                        | Abderrahmane Bechlaghem | Algérie           |    | 2 min 23 s 93  |
| 54                        | Alexey Voloshin         | Kazakhstan        |    | 2 min 24 s 37  |
| 55                        | Adrian Dumitru Zamfir   | Roumanie          |    | 2 min 28 s 49  |
| 56                        | Milan Holomek           | Slovaquie         |    | 2 min 30 s 46  |
| 57                        | Aleksandr Riabushenko   | Biélorussie       |    | 2 min 31 s 14  |
| 58                        | Matas Mickevičius       | Lituanie          |    | 2 min 32 s 73  |
| 59                        | Elgün Alizada           | Azerbaïdjan       |    | 2 min 35 s 02  |
| 60                        | Onur Balkan             | Turquie           |    | 2 min 35 s 16  |
| 61                        | János Pelikán           | Hongrie           |    | 2 min 37 s 42  |
| 62                        | Marco-Tapio Niemi       | Finlande          |    | 2 min 37 s 50  |
| 63                        | Iván García             | Espagne           |    | 2 min 37 s 86  |
| 64                        | Grigoriy Shtein         | Kazakhstan        |    | 2 min 40 s 88  |
| 65                        | Raivis Sarkans          | Lettonie          |    | 2 min 50 s 07  |
| 66                        | Juraj Bellan            | Slovaquie         |    | 2 min 50 s 30  |
| 67                        | Santiago Fermin Quiroga | Argentine         |    | 2 min 50 s 34  |
| 68                        | Andrejs Podāns          | Lettonie          |    | 2 min 50 s 48  |
| 69                        | Martynas Stasikelis     | Lituanie          |    | 2 min 53 s 59  |
| 70                        | Victor Langellotti      | Monaco            |    | 2 min 54 s 83  |
| 71                        | Nako Georgiev           | Bulgarie          |    | 2 min 55 s 64  |
| 72                        | Lucian Buga             | Roumanie          |    | 2 min 59 s 83  |
| 73                        | Andrea Maccagli         | Saint-Marin       |    | 3 min 5 s 71   |
| 74                        | Stylianós Farantákis    | Grèce             |    | 3 min 6 s 05   |
| 75                        | Sergey Medvedev         | Ouzbékistan       |    | 3 min 7 s 52   |
| 76                        | Vedat Koç               | Turquie           |    | 3 min 14 s 19  |
| 77                        | César Martingil         | Portugal          |    | 3 min 14 s 55  |
| 78                        | Jared Said González     | Mexique           |    | 3 min 16 s 84  |
| 79                        | Nijat Niftaliyev        | Azerbaïdjan       |    | 3 min 20 s 26  |
| 80                        | Iltjan Nika             | Albanie           |    | 3 min 37 s 12  |
| 81                        | Ekke-Kaur Vosman        | Estonie           |    | 3 min 41 s 75  |
| 82                        | Kwong Lau               | Hong Kong         |    | 3 min 53 s 78  |
| 83                        | Sapar Serdarov          | Turkménistan      |    | 3 min 54 s 70  |
| 84                        | Ridion Kopshti          | Albanie           |    | 3 min 56 s 55  |
| -                         | Khusniddin Khakimov     | Ouzbékistan       |    | non-partant    |